# Edgars Krūmiņš
Edgars Krūmiņš (n. 16 octombrie 1985, Elgava, Republica Sovietică Socialistă Letonă, URSS) este un baschetbalist leton, medaliat olimpic. A participat la o ediție a Jocurilor Olimpice (2020) în care a câștigat o medalie de aur.

## Participări
Lista de mai jos prezintă principalele competiții la care a participat Edgars Krūmiņš de-a lungul carierei.
- Baschet la Jocurile Olimpice de vară din 2020 - masculin 3x3[2]